# Aratiba
Aratiba là một đô thị thuộc bang Rio Grande do Sul, Brasil. Đô thị này có diện tích 341,072 km², dân số năm 2007 là 6616 người, mật độ 19,4 người/km².